# Baschar ibn Burd
Baschar ibn Burd (arabisch بشار بن برد, DMG Baššār b. Burd; 714? – 783?), auch Bashār oder Bashshār geschrieben (weitere Schreibweisen existieren), war ein arabischer Dichter der späten Umayyaden- und frühen Abbasiden-Herrschaft.

## Biografie
Baschar war von Geburt an blind. Er soll zudem hässlich gewesen sein, mit Pockennarben bedeckt. Er hatte persische Wurzeln; sein Großvater kam als Sklave in das Gebiet des heutigen Irak. Baschars Vater war ein Freigelassener, der zum Islam konvertiert war.
Baschar wuchs in Basra im Süden des heutigen Irak auf. Schon früh zeigte sich sein Talent für die Dichtkunst. Der scharfzüngige Dichter geriet in Konflikt mit einflussreichen Islamgelehrten, denen seine Gedichte wegen ihrer Zügellosigkeit missfielen. Etlichen anderen Dichtern widmete er Schmähgedichte.
Nach der Gründung Bagdads 762 zog Baschar dorthin. Er wurde ein Vertrauter des Kalifen al-Mahdi. Der Kalif verbot Baschar wegen dessen Libertinismus, weiterhin Liebesgedichte zu schreiben. Baschar hielt sich nicht an dieses Verbot.
Um den Tod Baschars ranken sich zahlreiche Geschichten. Sie reichen von einer durch al-Mahdi angeordneten Hinrichtung bis zur Ermordung in den Sümpfen zwischen Basra und Bagdad.